# Austin Farrer
Austin Marsden Farrer (* 11. Oktober 1904 in Hampstead (London); † 29. Dezember 1968) war ein englischer Theologe und Philosoph. Sein theologisches und philosophisches Schaffen sowie seine Bemühungen um spirituelle Fragen trugen ihm den Ruf ein, eine der herausragenden Persönlichkeiten in der Anglikanischen Kirche des 20. Jahrhunderts zu sein.

## Leben
Farrers Eltern, Augustus and Evangeline Farrer, hatten zwei Töchter. Sein Vater war baptistischer Pastor. Austin wurde im baptistischen Glauben erzogen und vom Vater ermutigt, Wissenschaft und Gelehrsamkeit wertzuschätzen. Der junge Farrer empfand aber die Spaltungen innerhalb der Baptistenkirche als enttäuschend und wurde während seines Studiums Anglikaner. Er besuchte die St. Paul’s School in London, wo er ein Stipendium für das Balliol College in Oxford erlangte. Da er sich in der St Barnabas Church in Oxford geistlich zu Hause fühlte, wurde seine Theologie und Spiritualität tief anglo-katholisch geprägt, wobei sie mehr auf das anglikanische Book of Common Prayer als auf rituelle Einzelheiten konzentriert war. Nachdem er Bestnoten erhalten hatte, wechselte er ans Ripon College Cuddesdon, eine theologische Schule, wo er mit dem späteren Erzbischof von Canterbury Arthur Michael Ramsey die Ausbildung durchlief. Er versah ein Kuratorium („curacy“) in Dewsbury, West Yorkshire, worauf er 1931 an der St Edmund Hall in Oxford eingeladen wurde, Kaplan und Tutor zu werden.
Er wurde Mitglied der Akademie und Kaplan am Trinity College der Oxforder Universität von 1935 bis 1960. Als 1959 ein Lehrstuhl (die Regius Professur of Divinity) neu zu besetzen war, kam Farrer in Betracht und wurde gründlich geprüft. Sein typologischer Ansatz der Bibellektüre jedoch, bekannt aus seinen Büchern über das Markus-Evangelium und die Offenbarung, lag außerhalb des Hauptrichtung der damaligen Bibelgelehrsamkeit; schließlich sorgte sein Artikel über den „Verzicht auf Q“ („On dispensing with Q“) für Furore beidseits des Atlantiks. So wurde an seiner Stelle der Theologe Henry Chadwick eingestellt. Im Jahr darauf wurde Farrer zum Leiter des Keble College in Oxford ernannt. Diesen Posten hielt er bis zu seinem Tod kurz nach Weihnachten 1968 inne.
 In seinem Todesjahr wurde er zum Mitglied der British Academy gewählt.
Farrer wurde auf dem Holywell Friedhof, Oxford, begraben.

## Werk

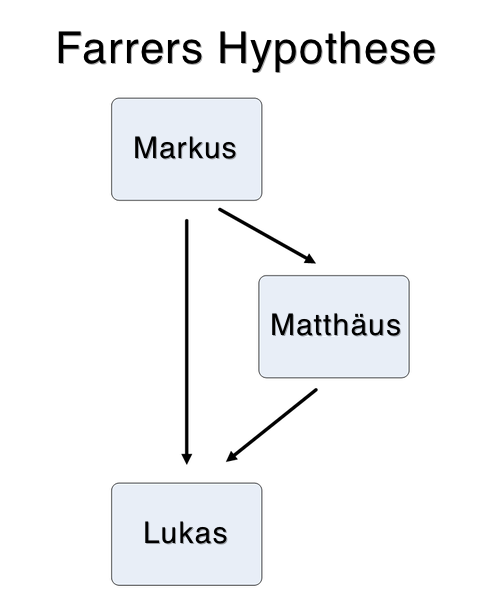
Farrers Lösungsvorschlag für das Synoptische Problem: Markus wurde zuerst geschrieben, diente Matthäus als Quelle und wurde zusammen mit diesem von Lukas benutzt.

In seiner Forschungstätigkeit zu biblischen Themen galt er als eigenständig und auch eigenwillig. So präsentierte er eine eigene Lösung der Synoptischen Frage, die bis heute Beachtung und Anhänger findet: die Farrerhypothese. Sie gilt in England als ernsthafte Alternative zur Zweiquellentheorie und wird namentlich durch Michael Goulder und Mark Goodacre vertreten.

Farrers Hauptwerk war allerdings philosophischer Natur. Doch auch hier folgte er nicht dem Hauptstrom seiner empiristischen Zeitgenossen, wie z. B. John Wisdom, Gilbert Ryle oder Alfred Jules Ayer. Die „Metaphysischen“ ('Metaphysicals'), wie man seine kleine Gruppe gleichgesinnter Denker nannte, war völlig anders gestimmt. Farrers Denken war im Wesentlichen thomistisch. Einer seiner engeren Freunde war der christliche Apologet C.S. Lewis, der sein Buch Reflections on the Psalms Farrer widmete. Dieser wiederum brachte die Sterbesakramente zu Lewis vor dessen Tod. Andere inkludierten J.R.R. Tolkien und Dorothy L. Sayers. So ist es vielleicht nicht überraschend, dass Farrer nach seinem Tod in den USA mehr studiert und bewundert wurde als in seinem eigenen Land.
Einen größeren Beitrag für das christliche Denken leistete er durch seine Vorstellung der ‚doppelten Handlungsweise‘ ('double agency'), dass nämlich menschliche Tätigkeiten ganz die unsrigen, aber genauso Gottes Werk sind, wenn auch perfekt verborgen. Farrer beschrieb Gott für solche Zwecke als 'intelligent act'.
Er war als feinsinniger Prediger bekannt, mehrere Predigtbände wurden gedruckt – alle bis auf einen posthum. Er besaß die Gabe, eine beachtliche Gelehrsamkeit mit einer tiefen Spiritualität zu verbinden.

## Veröffentlichungen
Farrer verfasste mehrere Bücher über das Markusevangelium, zwei Kommentare über die Offenbarung des Johannes, eine Studie über die Versuchungsgeschichte Jesu unter dem Titel „Der dreifache Sieg“ (The Triple Victory), philosophische Werke wie z. B. Die Freiheit des Willens, Endlich und Unendlich und Glaube und Spekulation. Zu den apologetischen Büchern zählen A Science of God?, Saving Belief und eine Verteidigung der Güte Gottes mit dem Titel „Allmächtige Liebe und unbegrenzte Erkrankungen: ein Essay über Vorsehung und das Böse“ (Love Almighty and Ills Unlimited: an essay on providence and evil). Außerdem schrieb er eine Meditation über das Glaubensbekenntnis (Lord, I believe) und zahlreiche Predigtsammlungen. Einige seiner Artikel wurden gesammelt und publiziert.
Überblick
- 1948: The Glass of Vision, The Bampton Lectures. Westminster: Dacre Press. (Vorlesungen über den Sinn metaphysischer Philosophie, den Sinn geschriebener Offenbarung und den Sinn der Dichtkunst).
- 1962: Love Almighty and Ills Unlimited: an essay on providence and evil, Nathaniel Taylor Lectures; 1961. London: Collins
- 1964: Saving Belief: a discussion of essentials. London: Hodder and Stoughton.
- 1967: Faith and Speculation: an essay in philosophical theology; containing the Deems Lectures 1964. London : A. & C. Black
- 1968: A Science of God? London: Geoffrey Bles 1966.
- 1972: Reflective Faith: essays in philosophical theology; hrsg. von Charles C. Conti. London: SPCK („Chronologische Liste der veröffentlichten Schriften: 1933–1973“: S. [227]-234.)
- 1973: The End of Man; (Predigten) hrsg. von Charles C. Conti. London: SPCK
- 1976: The Brink of Mystery: (Predigten) hrsg. von Charles C. Conti. London: SPCK
- 1976: Interpretation and Belief; hrsg. von Charles C. Conti. London: SPCK, ISBN 0-281-02889-3
- 1991:  Austin Farrer: the Essential Sermons; ausgewählt und hrsg. von Leslie Houlden. London: SPCK

## Sekundärliteratur
- Conti, Charles: Metaphysical Personalism. Oxford: Clarendon Press 1995.
- Curtis, Philip: A Hawk among Sparrows: a biography of Austin Farrer. London: SPCK, 1985.
- Duncan, Steven: The Proof of the External World: Cartesian Theism and the Possibility of Knowledge. Cambridge, James Clarke, 2008.
- Hebblethwaite, Brian, und Edward Henderson (Hrsg.): Divine Action: Studies Inspired by the Philosophical Theology of Austin Farrer. Edinburgh: T & T Clark, 1990.
- Hefling, Charles: Jacob's Ladder: Theology and Spirituality in the Thought of Austin Farrer. Cambridge, MA: Cowley, 1997.